# Nicky Whelan

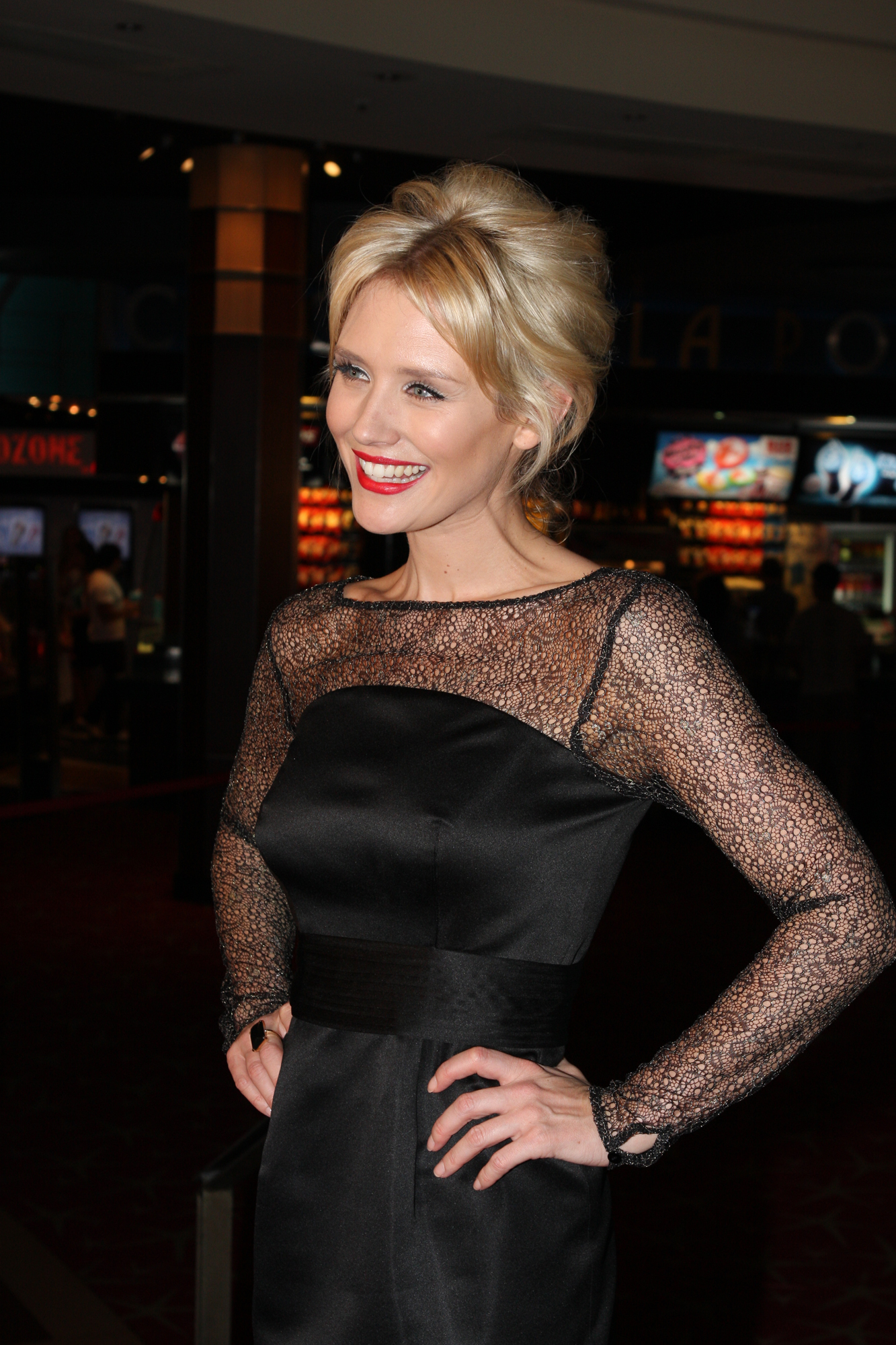
Nicky Whelen

Nicky Whelan (Victoria, 10 giugno 1981) è un'attrice, modella e conduttrice televisiva australiana, conosciuta per il suo ruolo di Pepper Steiger nella serie televisiva Neighbours. È la nipote di Marcus Whelan.

## Biografia
Prima di Neighbours, la Whelan presentò numerosi programmi televisivi: Coxy's Big Break (Seven Network), Beyond the Boundary (Network Ten), Melbourne Woman (Seven Network) ed interpretò il personaggio di Chrissie Grant in Russell Coight's Celebrity Challenge, uno spin-off di All Aussie Adventures.
È anche conosciuta per essere il volto della città rurale di Victoria, Shepparton, e ha condotto la gara di Moonee Valley per otto anni.
Ha posato per molti magazine, quali FHM (ad ottobre 2007), Ralph (a novembre 2005) e Inside Sport. Fu la prima donna ad essere sulla copertina del calendario di Pumped Up Down Under per due anni di fila. Fu votata come Sports Model nel 2001 e nel 2007.
A novembre 2007, fece un'apparizione ad Harrow, Londra, per promuovere il trasporto pubblico e altre iniziative a favore dell'ambiente. Posò per un servizio fotografico per la campagna It's Up to All of Us di Harrow. Confermò poi che, dopo Neighbours, sarebbe stata inclusa in altri film.
Partecipò al film Hollywood & Wine, a Los Angeles. Fu tra i protagonisti assieme a David Spade.
Nel 2010 Apparve nella 9ª e ultima stagione di Scrubs - Medici ai primi ferri, interpretando una studentessa di medicina australiana di nome Maya.
Nel 2011 interpretò il personaggio di Leigh in Libera uscita, lavorando con Owen Wilson, Jason Sudeikis, Jenna Fischer e Christina Applegate.

## Vita privata
Nell'ottobre del 2013 fino all'inizio del 2014 ha avuto una relazione con l'attore Chad Michael Murray, conosciuto sul set di Left Behind - La profezia.

## Filmografia

### Cinema
- Halloween II, regia di Rob Zombie (2009)
- Libera uscita (Hall Pass), regia di Bobby Farrelly e Peter Farrelly (2011)
- The Power of Few - Il potere dei pochi (The Power of Few), regia di Leone Marucci (2013)
- Left Behind - La profezia (Left Behind), regia di Vic Armstrong (2014)
- Volo 7500 (Flight 7500), regia di Takashi Shimizu (2014)
- Knight of Cups, regia di Terrence Malick (2015)
- The Wedding Ringer - Un testimone in affitto (The Wedding Ringer), regia di Jeremy Garelick (2015)
- Inconceivable, regia di Jonathan Baker (2017)
- Trauma Center - Caccia al testimone (Trauma Center), regia di Matt Eskandari (2019)
- Due donne e un segreto (Secrets At The Lake),  regia di Tim Cruz (2019)

### Televisione
- Entourage – serie TV, 1 episodi (2009)
- Melrose Place – serie TV, 1 episodi (2009)
- Scrubs – serie TV, 9 episodi (2009–2010)
- Amici di letto (Friends with Benefits) – serie TV, 1 episodi (2011)
- NTSF:SD:SUV:: – serie TV, 1 episodi (2012)
- Franklin & Bash – serie TV, stagione 3 (2013)
- The League – serie TV, 1 episodi (2015)
- Satisfaction – serie TV (2015)
- Second Chance – serie TV (2016)
- House of Lies – serie TV (2016)
- Dal tramonto all'alba - La serie (From Dusk till Dawn: The Series) – serie TV (2016)
- Ricomincio da san Valentino (Valentine’s Again), regia di Steven R. Monroe – film TV (2017)
- Una renna sotto l'albero (Romance at Reindeer Lodge), regia di Colin Theys - film TV (2017)
- Prigioniera di un incubo (You're Not Safe Here), regia di Rachel Annette Helson - film TV (2021)

## Doppiatrici italiane
Nelle versioni in italiano dei suoi film, Nicky Whelan è doppiata da:
- Rossella Acerbo in Libera uscita, Inconceivable , Due donne e un segreto
- Benedetta Degli Innocenti in Una renna sotto l'albero
- Domitilla D'Amico in Left Behind
- Ilaria Latini in The Wedding Ringer
- Stella Musy in Prigioniera di un incubo